# Aeroportul Saurimo
Aeroportul Saurimo (IATA: VHC, ICAO: FNSA) este un aeroport din Provincia Lunda Sul, Angola ce deservește zona Saurimo. A fost numit după zona deservită.
Situat la o altitudine de 1.092 m, aeroportul dispune de o singură pistă.